# Bergnästjärnen
Bergnästjärnen är en sjö i Skellefteå kommun i Västerbotten och ingår i Skellefteälvens huvudavrinningsområde. Sjön har en area på 0,0786 kvadratkilometer och ligger 240,3 meter över havet.

## Delavrinningsområde
Bergnästjärnen ingår i det delavrinningsområde (720991-171270) som SMHI kallar för Utloppet av Bastuträsket. Medelhöjden är 241 meter över havet och ytan är 36,19 kvadratkilometer. Räknas de 7 avrinningsområdena uppströms in blir den ackumulerade arean 87,04 kvadratkilometer. Klintforsån som avvattnar avrinningsområdet har biflödesordning 2, vilket innebär att vattnet flödar genom totalt 2 vattendrag innan det når havet efter 53 kilometer. Avrinningsområdet består mestadels av skog (77 procent). Avrinningsområdet har 4,3 kvadratkilometer vattenytor vilket ger det en sjöprocent på 11,9 procent.